# 斯瓦托韋戰役
斯瓦托韋戰役是俄烏戰爭的東部攻勢中在斯瓦托韋的交戰，于2022年10月3日在开始，至今仍未分勝負。

## 背景
在2022年俄羅斯入侵烏克蘭期间，斯瓦托韋于2022年3月6日被俄羅斯和卢甘斯克人民共和国的軍隊佔领。在烏克蘭軍隊于2022年9月上旬发动大规模反攻之后，有报道指俄羅斯軍隊正在撤离该市，但幾天後又聲稱已返回。10月1日，烏克蘭軍隊在利曼市戰勝，而戰鬥也隨即轉移到在該市以東的斯瓦托韋。

## 戰斗
在10月3日，於扎盧日內将軍的指挥下，烏克蘭軍隊在斯瓦托韋以西的哈尔科夫州-卢甘斯克州边界附近发动了进攻，并取得了一些进展。地理定位的镜头显示，烏克蘭軍隊在斯瓦托韋市以西的35公里范围内佔领了博羅瓦，得到了該市的市议会和多位俄羅斯博主的证实。烏克蘭消息人士还报道说，烏克蘭軍隊重新夺回了斯瓦托韋镇西南约25公里处的伊久姆西克和德鲁热柳夫卡。有报告稱，扎盧日內的戰术计划是从北部和南部快速包围这座城市，钳制大量驻在该城的俄羅斯士兵。
翌日，烏克蘭軍隊继续從斯瓦托韋以西的範圍向該市推进。烏克蘭軍隊在斯瓦特以西30公里内佔领了數個據點，包括於奧斯基爾河以東的小鎮，令俄軍失去利用該河作为防线的能力。俄方有消息人士报告烏克蘭向斯瓦托韋推进的情况，并指：尽管俄羅斯軍隊仍控制着從斯瓦托韋到克雷明纳的 R66 高速公路以作為重要的地面通信线路，但烏克蘭侦察小组仍在沿途开展行动，为对斯瓦托韋的攻击作準備。俄羅斯消息人士亦有报道稱，一个靠近 R66 的定居点發生激烈戰斗。俄方的第1近卫坦克集团軍和第20联合集团軍中第144近卫摩托化步兵师开始准备守著斯瓦托韋，并沿著 R66 高速公路形成大型前线，迎接烏方的进一步袭击。10月5日，烏克蘭軍隊成功奪下在斯瓦托韋西北部的小鎮，逐漸地把前線逼近該市。
社交媒体上有图片显示，烏克蘭軍隊攻下位於斯瓦托韋西南20公里外的两座小鎮。俄羅斯消息人士继续关切地讨论烏克蘭沿 R66 公路发动的袭击，并表示俄羅斯軍隊（聲稱包括軍事動員後的士兵）正在准备在 R66 沿线进行防御。在其後幾天，俄軍專注地保卫從斯瓦托韋到克雷明纳的前线，因為擔心烏軍突破該線能讓他們前進近50公里，威胁到重要后勤枢纽舊比利斯克。